# Manuel Pombo Arias
Manuel Arturo Pombo Arias (A Pena, Sarria, 1 de mayo de 1943) es un médico y escritor español.

## Biografía
Licenciado y doctor en Medicina y Cirugía por la Universidad de Santiago de Compostela (1968). Especialista en Pediatría y en Endocrinología y Nutrición. Amplió estudios en diferentes centros españoles y extranjeros. Profesor visitante en el Hospital de Niños de Columbus, Ohio (EE. UU.) y en el Instituto Nacional de Salud de los Estados Unidos, Bethesda. 
Catedrático de Pediatría (1993). Ha sido Jefe de Servicio de Pediatría y Director de la Unidad de Endocrinología Pediátrica, Crecimiento y Adolescencia del Hospital Clínico Universitario de Santiago de Compostela. Ha sido Director del Departamento de Pediatría de la Universidad de Santiago de Compostela. En la actualidad es profesor ad honorem de dicha Universidad. 
Es autor de un Tratado de Endocrinología Pediátrica de muy amplia difusión internacional, actualmente en su cuarta edición.
En su labor científica se cuentan trescientos trabajos científicos publicados, la mayoría en las revistas más importantes a nivel internacional. Entre ellos cabe destacar dos en los que se identifican nuevas entidades sindrómicas en patología humana.
Ha escrito además cerca de cien capítulos en libros de medicina. 
A lo largo de su carrera ha recibido numerosos premios y distinciones, tanto a nivel nacional como internacional. Es Miembro Fundador y Socio de Honor de la Sociedad Española de Endocrinología Pediátrica, la cual presidió desde 1982 hasta 1984. Ha sido también vicepresidente de la Asociación Española de Pediatría, de la cual es Socio de Honor. Es asimismo Socio de Honor e Insignia de Oro de la Sociedad de Pediatría de Galicia. Distinguido con la insignia de oro de la Ruta Latinoamericana de Endocrinología Pediátrica. Nombrado "Gallego del Año" en 2014 por el Grupo El Correo Gallego de Santiago de Compostela.
Organizador de múltiples Congresos nacionales e internacionales. En la Unidad de Endocrinología Pediátrica que dirigió durante 40 años han realizado estancias de perfeccionamiento casi un centenar de médicos procedentes de diferentes países, sobre todo de Iberoamérica. Ha pronunciado más dos centenares de conferencias, una gran parte de ellas en el extranjero, lo que le ha permitido conocer y contactar con la cultura y con la gente de un gran número de países.
Acuñó el término "codipra", en el cual se engloban las principales cualidades que debe reunir un buen estudiante de Medicina y con el que trata de fomentar el espíritu crítico entre los futuros médicos que se forman en la Universidad de Santiago de Compostela: conocedor (c), observador (o), desconfiado (d), inglés (i) y práctica (pra).
Su afición al mundo de las letras se desarrolló, en buena medida, al amparo de un mundo especial y comprometido como fue el del 68, con implicaciones en el movimiento estudiantil de la época que bien pudieron haberle costado la carrera. Responsable y presentador del ya mítico Concerto de Voces Ceibes celebrado en la Facultad de Medicina el 26 de abril de 1968. Ha publicado una obra literaria muy variada, que abarca libros de poesía, pensamiento y relatos. Colaborador ocasional de prensa.

## Obra

### Medicina
- Manual de Pediatría Práctica Archivado el 14 de enero de 2021 en Wayback Machine. (1985, 1986, 1992, editorial Diaz de Santos)
- Two Decades of Experience in Growth (1993, Raven Press)
- Tratado de Endocrinología Pediátrica 1ª edición (1990, editorial Diaz de Santos)
- Tratado de Endocrinología Pediátrica 2ª edición Archivado el 14 de enero de 2021 en Wayback Machine. (1997, editorial Diaz de Santos)
- Tratado de Endocrinología Pediátrica 3ª edición (2001, editorial McGraw-Hill Interamericana)
- Tratado de Endocrinología Pediátrica 4ª edición. (e-book) (enlace roto disponible en Internet Archive; véase el historial, la primera versión y la última). (2009, editorial McGraw-Hill Interamericana). Ver índice

### Literatura
En castellano
- Haikus de los escritores muertos (2001, editorial Antonio Lenguas)
- Pomberías (2003, editorial Calima Ediciones)
- El centeno nace bajo el invierno (2005, editorial Huerga y Fierro Editores)
- Trazos sin rumbo (2006, editorial Huerga y Fierro Editores)
- Nuevas Pomberías (2008, editorial Huerga y Fierro Editores)
- Cuentos Propios y Extraños (2011, Ézaro Ediciones)
- El hombre que no entendía a las mujeres (2016, Ézaro Ediciones)
- Novísimas Pomberías (2024, Editorial Cypress)

En gallego
- Desvendado (2020, Editorial Galaxia)
- O can e o gato. Cuento para niños (2021, Editorial Galaxia)
- A miña terra é un vello falar. Poesía (2022, Editorial Galaxia)